# Стімфалійські птахи

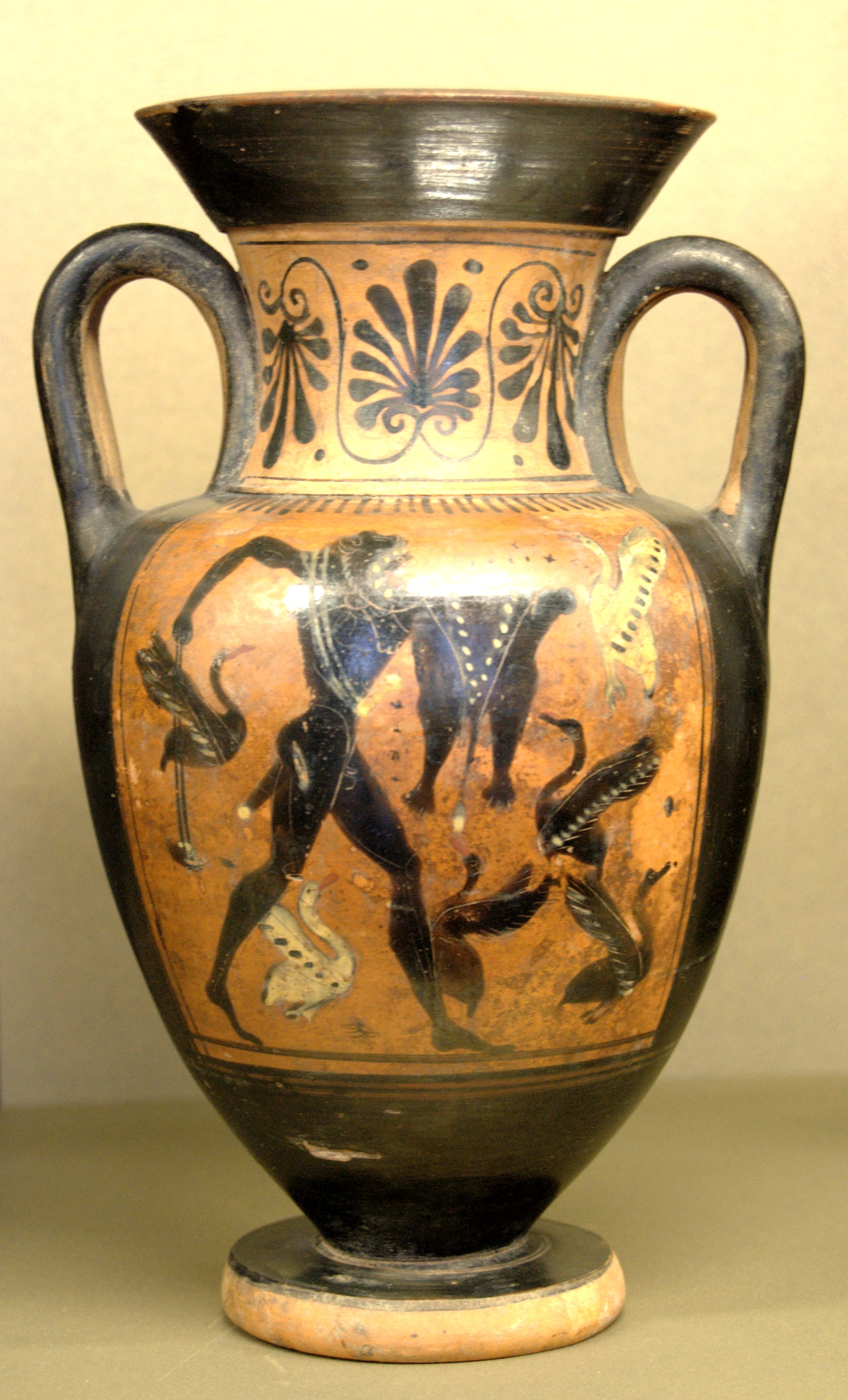
Аттична чорнофігурна амфора із зображенням Геракла, що бореться зі стімфалійськими птахами, Лувр

Стімфалі́йські птахи (грец. Στυμφαλίδες Όρνιθες) — міфічні людоїдні птахи, які жили біля болота Стімфала в Аркадії. Їх знищення було третім (або шостим) подвигом Геракла.

## Походження
Бог війни Арес володів священними птахами, що мали мідні дзьоби, крила й пазурі. Злякавшись вовків біля Орхомейської дороги, вони перелетіли до Стімфалійського болота, де гострими перами вбивали людей, неначе стрілами з лука; живилися людським м'ясом, а послідом отруювали врожаї навколишніх земель.
Описували їх як подібних до журавлів чи ібісів. Розповідали, що такі птахи також водяться в Аравії, де люди бояться їх більше за левів і леопардів. Ці створіння пронизують людей своїм дзьобом, кидаючись на жертв з повітря. Захиститися від них можна було тільки нагрудниками, плетеними з лика.

## Знищення птахів
Геракл, прибувши до Стімфалійського болота, побачив величезну зграю птахів, яку не зміг би винищити стрілами. Перетнути трясовину він не міг, тому лишився на суші, думаючи як йому бути. Афіна для допомоги герою вручила йому бронзові трещітки, створені Гефестом.
Ставши на виступі гори Кіллени, Геракл став шуміти кроталами, чого птахи злякалися і здійнялися в повітря. Він поцілив у багатьох з них з лука, а решта втекли подалі від шуму на острів Ареса в Понті Евксинському, де їх пізніше зустріли аргонавти.

## Трактування міфу про Стімфалійських птахів
Початково цей міф, імовірно, оповідав про Геракла як лікаря, що проганяв демонів хвороб, зокрема малярії. Ці демони ототожнювалися з болотяним птахами, котрих можна прогнати тріскачками і брязкальцями. Одним з пояснень як саме Гераклу вдалося позбавити навколишні землі хвороб є осушення Стімфалійського болота відведенням вод через канал. На існування такого каналу вказують Павсаній та Іфікрат.
У Стімфалійських птахах також вбачаються образи жриць-чаклунок, які були вигнані з батьківщини адептами культу Зевса Вовчого, та знайшли прихисток у Стімфалі. Згадки Павсанія про аравійських птахів пояснюються чутими ним оповідями про демонів сонячного удару.